# Taltibi
Taltibi (en grec antic Ταλθύβιος), va ser, segons la mitologia grega, l'herald d'Agamèmnon que participà amb ell a la guerra de Troia. El seu company en el càrrec era Euríbates.
A la Ilíada, Taltibi té diversos papers destacats en moments diferents. És enviat per Agamèmnon a la tenda d'Aquil·les per prendre-li la presonera Briseida. També va participar en l'ambaixada a Macàon. Es deia també, que havia acompanyat Ifigènia a Àulida perquè fos sacrificada i que havia participat en l'ambaixada de Cíniras, quan els grecs van anar a demanar a aquest rei de Xipre la seva participació en la guerra de Troia. Taltibi és també un dels personatges de Les troianes d'Eurípides.
A Esparta existia un santuari a Taltibi, ja que era considerat el protector dels ambaixadors, als que garantia, segons el dret internacional, la lliure circulació per tots els territoris.